# Mauro Bettin
Mauro Bettin (Miane, 21 de diciembre de 1968) es un deportista italiano que compitió en ciclismo en las modalidades de ruta y montaña (campo a través). Ganó una medalla de oro en el Campeonato Europeo de Ciclismo de Montaña en Maratón de 2002.

## Medallero internacional
| Campeonato Europeo | Campeonato Europeo      | Campeonato Europeo | Campeonato Europeo |
| Año                | Lugar                   | Medalla            | Competición        |
| ------------------ | ----------------------- | ------------------ | ------------------ |
| 2002               | Salzkammergut (Austria) | Medalla de oro     | Campo a través     |

## Palmarés en ruta
1991
- 1.º en la Piccola Sanremo
- 1.º en el Gran Premio Santa Rita

1993
- 1.º en el Giro d'Oro
- 1.º en el Tour de Valonia y vencedor de una etapa
- 1.º en la Vicenza-Bionde

1994
- 1.º en el Gran Premio Jef Scherens
- 1.º en la Niederosterreich Rundfahrt y vencedor de una etapa

1995
- 1.º en el Giro dei Sei Comuni

1996
- Vencedor de una etapa en la Vuelta a Suiza

### Resultados en el Tour de Francia
- 1995. 99.º de la clasificación general

### Resultados al Giro de Italia
- 1995. 84.º de la clasificación general
- 1996. 64.º de la clasificación general
- 1997. 88.º de la clasificación general

### Resultados a la Vuelta en España
- 1997. 59.º de la clasificación general